# La Semaine du Roussillon
La Semaine du Roussillon est un hebdomadaire local français des Pyrénées-Orientales, diffusé tous les mercredis, dont le siège est situé à Perpignan.
La zone de diffusion du périodique est située sur le département des Pyrénées-Orientales.